# Botsuana en los Juegos Paralímpicos de Atenas 2004
Botsuana estuvo representada en los Juegos Paralímpicos de Atenas 2004 por una deportista femenina.

## Medallistas
El equipo paralímpico botsuano obtuvo las siguientes medallas:
| Nombre           | Deporte   | Evento             |
| ---------------- | --------- | ------------------ |
| Oro              |           |                    |
| Tshotlego Morama | Atletismo | 400 m T46 femenino |
| Plata            |           |                    |
| —                |           |                    |
| Bronce           |           |                    |
| —                |           |                    |